# Olios mahabangkawitus
Olios mahabangkawitus är en spindelart som beskrevs av Alberto Barrion och James A. Litsinger 1995. Olios mahabangkawitus ingår i släktet Olios och familjen jättekrabbspindlar.
Artens utbredningsområde är Filippinerna. Inga underarter finns listade i Catalogue of Life.